# IC 2800
IC 2800 је спирална галаксија у сазвјежђу Лав која се налази на листи објеката дубоког неба у Индекс каталогу.
Деклинација објекта је + 12° 12' 32" а ректасцензија 11h 24m 27,0s. Привидна величина (магнитуда) објекта IC 2800 износи 15,2 а фотографска магнитуда 16,0.